# Домициан (презид Евфратисии)
Домициан (лат. Domitianus) — римский политический деятель второй половины IV века.
О биографии Домициана сохранились немногочисленные сведения. В 364—365 годах он занимал должность презида Евфратисии. Его преемником на этом посту был Аммиан. Домициан состоял в переписке с ритором Либанием.